# خوزات
خوزات ((بالتركية العثمانية: خوزات)، (بالكردية: Xozat)) هي بلدة صغيرة وقضاء في محافظة تونجلي، تركيا. يبلغ عدد السكان 4,714 نسمة.